# فيدريكو سيفيري
فيدريكو سيفيري (بالإيطالية: Federico Sevieri)‏ (19 مارس 1991 بروما في إيطاليا - ) هو لاعب كرة قدم إيطالي في مركز الوسط. لعب مع نادي لاتسيو وAlma Juventus Fano 1906 ‏ وSSD Savoia 1908 FC ‏ ونادي لوميتساني وFC Castiglione ‏.